# Шаймер, Лу
Лу Шаймер (англ. Lou Scheimer; 19 октября 1928, Питтсбург, Пенсильвания — 17 октября 2013, Тарзана, Лос-Анджелес, Калифорния) — американский мультипликатор, режиссёр, продюсер, актёр озвучивания и сооснователь, вместе с Нормом Прескотом и Хэлом Сазерлэндом, компании «Filmation».

## Биография и семья
Фамилия Шаймер (SHY-mer) была унаследована Лу от отца, немецкого еврея, который, согласно семейной истории, вынужден был покинуть Германию в начале 1920-х, «задолго до» пивного Путча. Шаймер окончил Университет Карнеги-Тек (ныне Университет Карнеги-Меллона) в Питтсбурге, штат Пенсильвания, со степенью бакалавра в области изобразительных искусств в 1952 году. В конце 1990-х годов Шеймер подвергся хирургической операции на сердце и впоследствии страдал болезнью Паркинсона. Он умер от болезни в своём доме в Тарзане (пригород Лос-Анджелеса), штат Калифорния, 17 октября 2013 года, за два дня до своего 85-летия. Лу был единожды женат на Джей Скгеймер, с которой он прожил до дня её смерти в 2009 году, у них родились дочь Эрика и сын Лейн. Дочь Эрика так же принимала участие в деятельности отца (в частности она озвучивала несколько ролей в мультсериалах и игровых шоу Филмейшн). В 2007 году Эрика заявила, что является лесбиянкой.

## Карьера
После основания студии Filmation Шаймер первоначально, кроме продюсирования, озвучил несколько второстепенных персонажей в различных шоу. Среди них был голос Н'кимы, компаньона-обезьянки Тарзана в мультсериале «Тарзан, повелителей джунглей» (1976–1981). Лу активно участвовал в создании мультсериалов Хи-Мен и властелины вселенной, Звезда отваги и Охотников на привидений. Он был не только исполнительным продюсером, соавтором музыкального сопровождения сериала под псевдонимом «Эрика Лейн» (который объединил имена его дочери Эрики и сына Лейна), но и также озвучивал ряд персонажей.
Сам Шаймер отмечал, что в истории «Filmation» было три наиболее удачных проекта, это были шоу про Толстого Альберта (Fat Albert and the Cosby Kids), Хи-Мена и Шоу Арчи. Всего Шаймер принял участие в озвучивании семи мультсериалов и в общей сложности дал свой голос более чем сорока персонажам.